# Francesco Crispi
Francesco Crispi (Ribera, 4 de outubro de 1818 — Nápoles, 12 de agosto de 1901) foi um político italiano. Ocupou o cargo de primeiro-ministro da Itália. Governante do Risorgimento, foi um dos organizadores da Revolução de 1848 e foi o maior defensor da Expedição dos Mil, em que participou.

## Vida
Ele estava entre os principais protagonistas do Risorgimento, amigo próximo e apoiador de Giuseppe Mazzini e Giuseppe Garibaldi e um dos arquitetos da unificação italiana em 1860.
Inicialmente convertido aos monarquismos ideais em 1864, nunca deixa de ser anticlerical e hostil ao papado, após a unificação da Itália foi quatro vezes presidente do Conselho, a partir de 1887 a 1891 e de 1893 a 1896. No primeiro período, ele também foi ministro dos Negócios Estrangeiros e Ministro do Interior, também na segunda-ministro do Interior. Ele foi o primeiro do Sul de Itália a se tornar primeiro-ministro.
Na política externa, ele cultivou a amizade com Alemanha e quase sempre a hostilidade à França.
Originalmente um iluminado patriota italiano e democrata liberal, ele se tornou um belicoso primeiro-ministro autoritário e aliado e admirador de Bismarck. Ele foi infatigável em incitar a hostilidade contra a França. Sua carreira terminou em meio à controvérsia e ao fracasso: ele se envolveu em um grande escândalo bancário e caiu do poder em 1896 após a perda devastadora da Batalha de Adwa, que repeliu as ambições coloniais da Itália sobre a Etiópia.
Devido a seu estilo e políticas autoritárias, Crispi é frequentemente considerado um homem forte e visto como um precursor do ditador fascista Benito Mussolini.
Seu principal adversário político era Giovanni Giolitti que substitui no comando do país.

## Publicações
- Francesco Crispi (1890). Crispi per un antico parlamentare. [S.l.]: E. Perino. p. 5. Francesco inauthor:Crispi.
- Francesco Crispi, Giuseppe Mazzini (1865). Repubblica e monarchia. [S.l.]: V. Vercellino. p. 3. Francesco inauthor:Crispi.
- Francesco Crispi (1862). Ricorso del Collegio di Maria di Mezzojuso in provincia di Palermo al ... [S.l.]: Tip. del Diritto diretta da C. Bianchi
- Francesco Crispi (1890). Cronistoria Frammenti. [S.l.]: Unione cooperativa editrice. p. 3. Francesco inauthor:Crispi.